# Diwan Manna
Diwan Manna (Bareta, Punjab, 17 de junio de 1958) es un fotógrafo y artista conceptual indio. Es uno de los primeros artistas del India en realizar fotografía conceptual. Su obra combina imágenes con objetos, moviéndose dentro de un espacio escogido conscientemente para crear una realidad multimedia. Completó su estudio en arte gráfico y estampación al Government College of Arts de Chandigar en 1982. Entre 2014 y 2015, ejerció de director de la Triennale India, además de otras instituciones.
Sus trabajos artísticos conceptuales empezaron con la serie Alienation en 1980, y continuarían en las décadas posteriores. A través de sus obras, Manna intenta expresar sus preocupaciones sobre la clase trabajadora y la desigualdad social en la sociedad india. Ha recibido el premio de la Academia Nacional de la Lalit Kala Akademi de Nueva Delhi.

## Biografía
Manna nació en 1958, en Bareta, una ciudad del distrito de Bathinda (actual distrito de Mansa) de Punjab, India. En sus primeros años, estudió ficción y poesía y tuvo un papel principal como actor de teatro y Ramlila, una teatro popular indio.
Estudió estampación en el Government College of Arts de Chandigar, entre 1978 y 1982.
En 2006 fue artista residente en Firminy, Saint-Etienne, como parte de un programa de intercambio cultural para fotografiar arquitectura de Le Corbusier.
El 17 de junio de 2008 fue nombrado presidente del Chandigarh Lalit Kala Akademi, en el cargo hasta el 31 de julio de 2015. Entre el 2014 y el 2015 ejerció la dirección de la Triennale India. Desde 2016 es presidente de Punjab Lalit Kala Akademi.